# Митянино (Ярославская область)
Митя́нино  — деревня в Назаровской сельской администрации Назаровского сельского поселения Рыбинского района Ярославской области .
Деревня расположена левом, высоком и обрывистом берегу Сундобы, притока Волги. Выше по течению на том же берегу деревня Головичино. Ниже по течению на этом же правом берегу деревня Кушляево. Деревня расположена к северу от автомобильной дороги Рыбинск-Шашково, к ней ведёт просёлочная дорога по берегу Сундобы на деревню Кушляево.
Деревня Митенина указана на плане Генерального межевания Рыбинского уезда 1792 года.
На 1 января 2007 года в посёлке не числилось постоянных жителей . Почтовое отделение, находящееся в центре сельского поселения Назарово, обслуживает в деревне Митянино 14 домов.